# Elizabeth Shippen Green

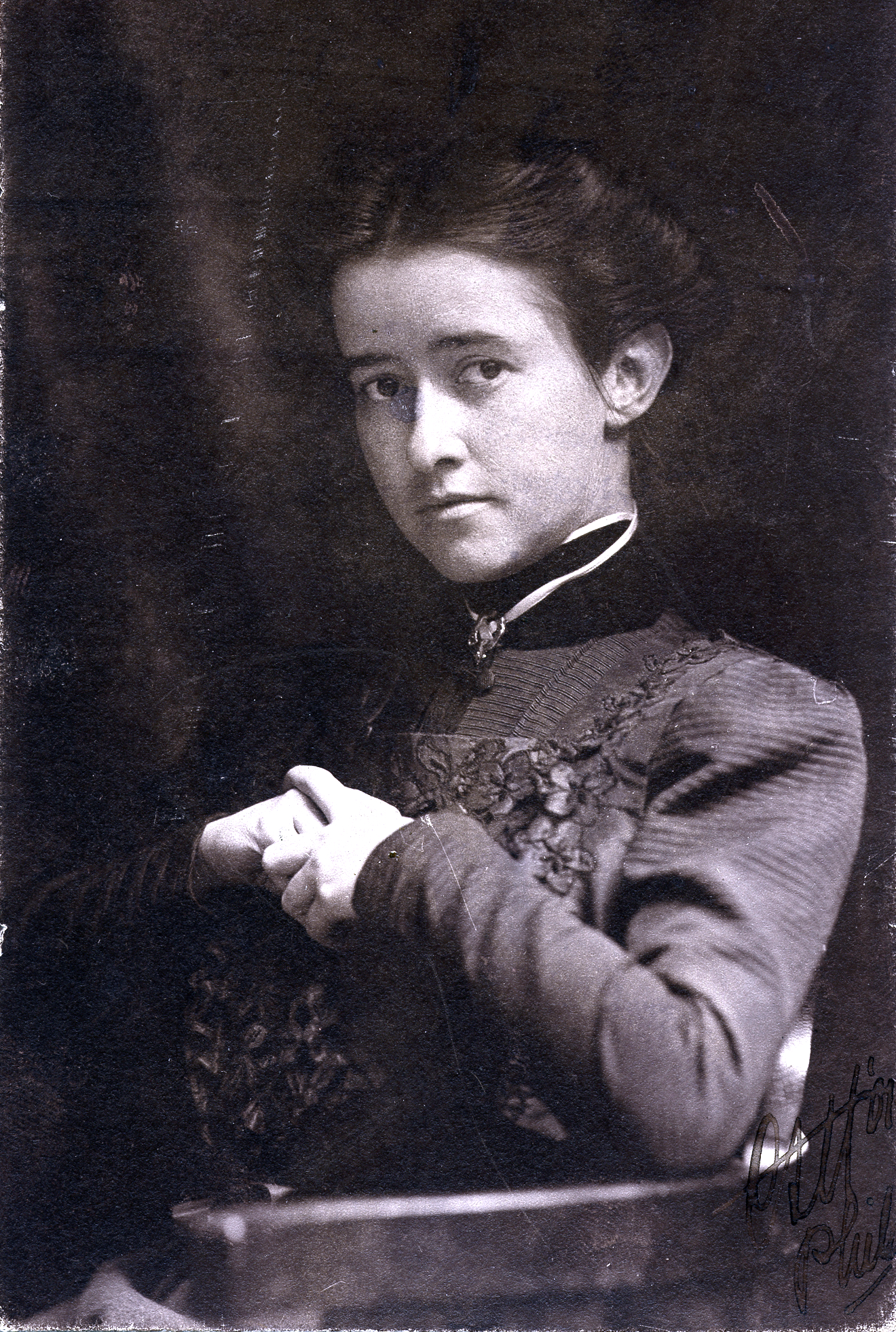
Elizabeth Shippen Green, 1910.

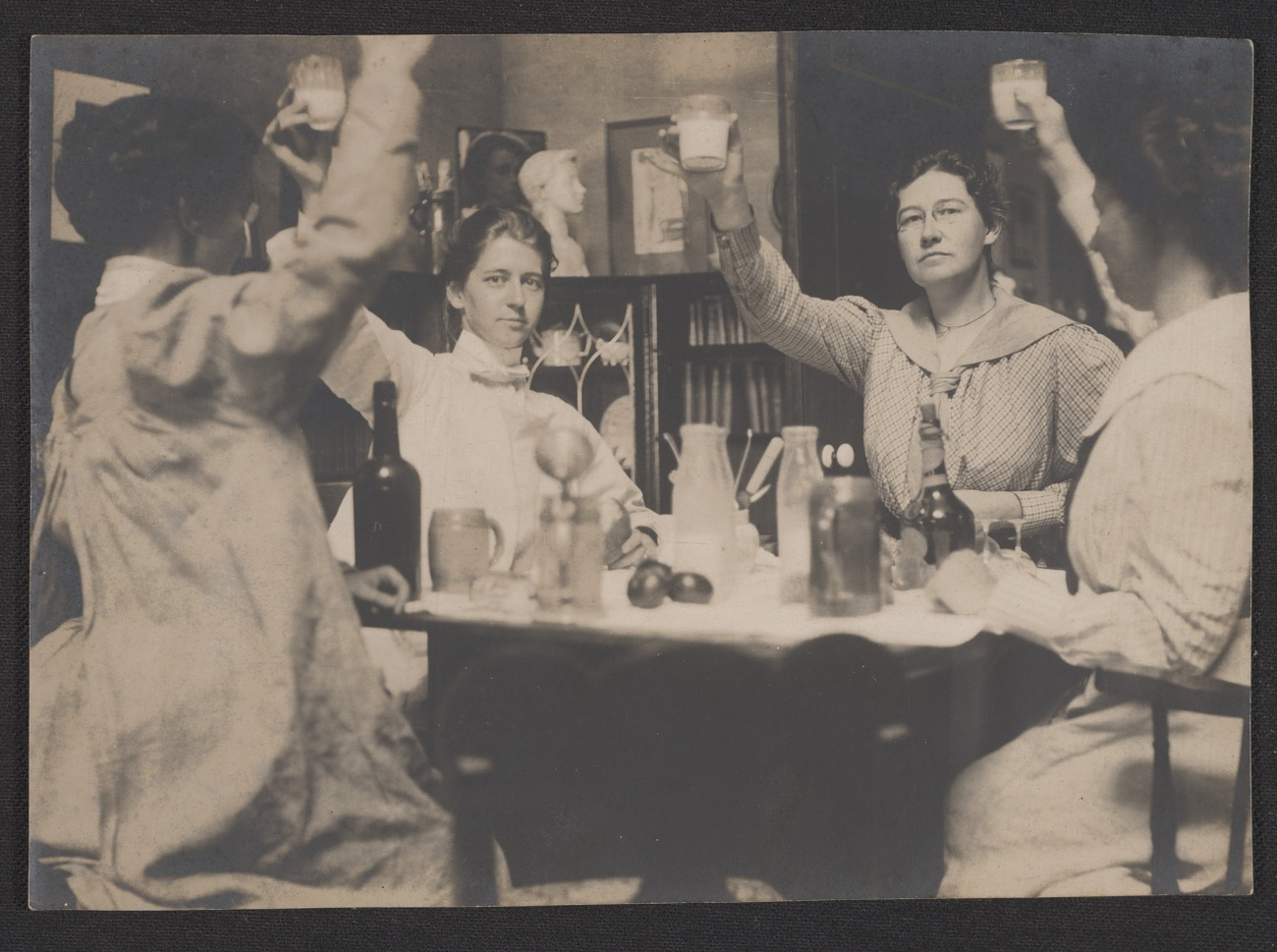
Violet Oakley, Elizabeth Shippen Green, Jessie Willcox Smith und Henrietta Cozens, ca. 1901.

Elizabeth Shippen Green (* 1. September  1871; † 29. Mai 1954 in Philadelphia, Pennsylvania) war eine US-amerikanische Illustratorin.
Elizabeth Shippen Green studierte bei Thomas Eakins an der Pennsylvania Academy of the Fine Arts und darauf an der Drexel University unter Howard Pyle. In der Zeit lernte sie die Künstlerinnen Violet Oakley und Jessie Willcox Smith kennen. Da sie das gleiche Gasthaus (Red Rose Inn) bewohnten, nannte man sie die The Red Rose Girls. In den späteren Jahren illustrierte Elizabeth Shippen Green Kinder- und Jugendbücher und war bei Harper’s Magazine angestellt.

## Galerie

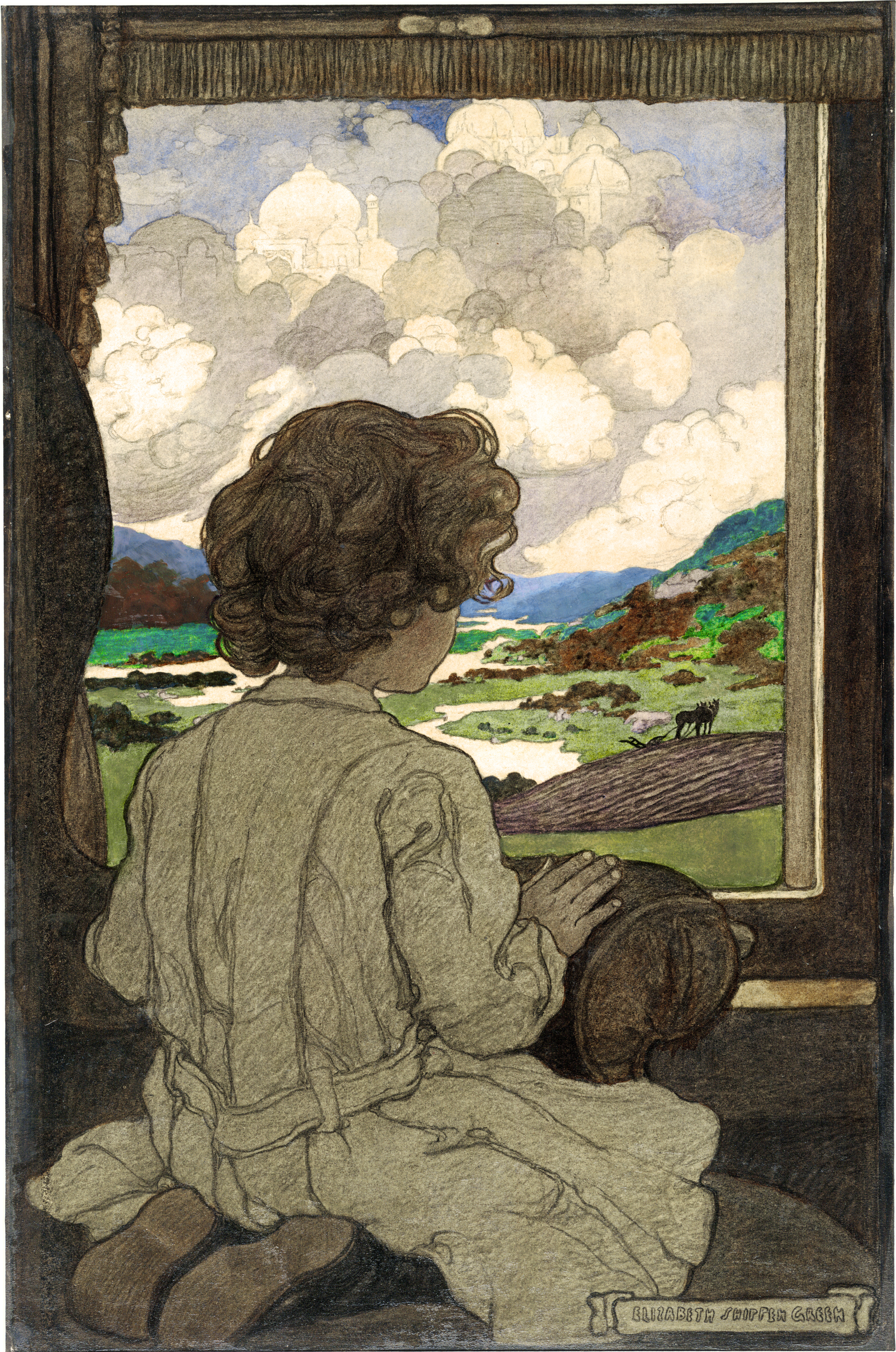
„The Journey.“ Illustration zu Gedichten von Josephine Preston Peabody. In: Harper’s Magazine, Dezember 1903.
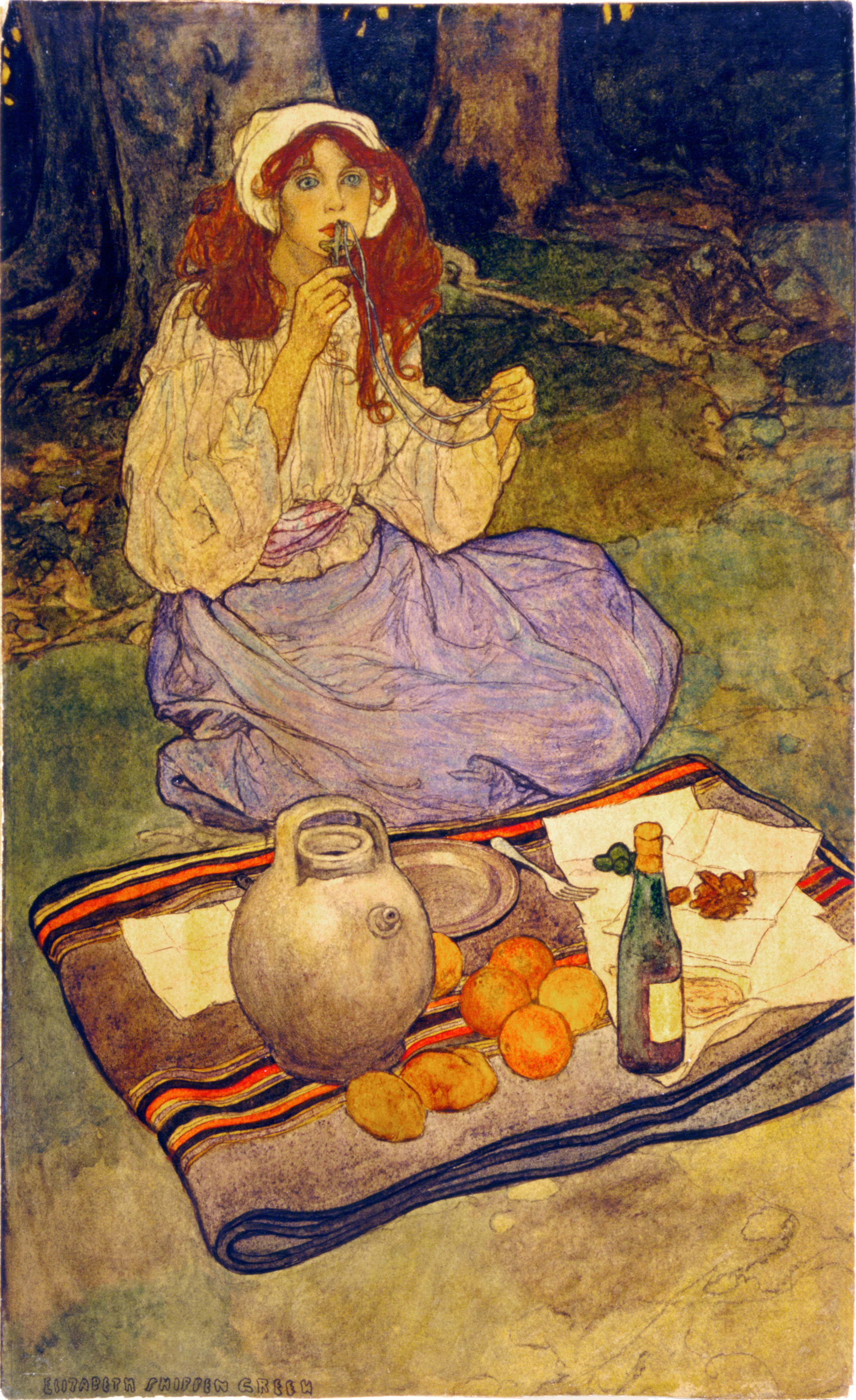
„Miguela, kneeling still, put it to her lip.“ Illustration zu „The Spanish Jade“ von Maurice Hewlett. In: Harper’s magazine, September 1906.
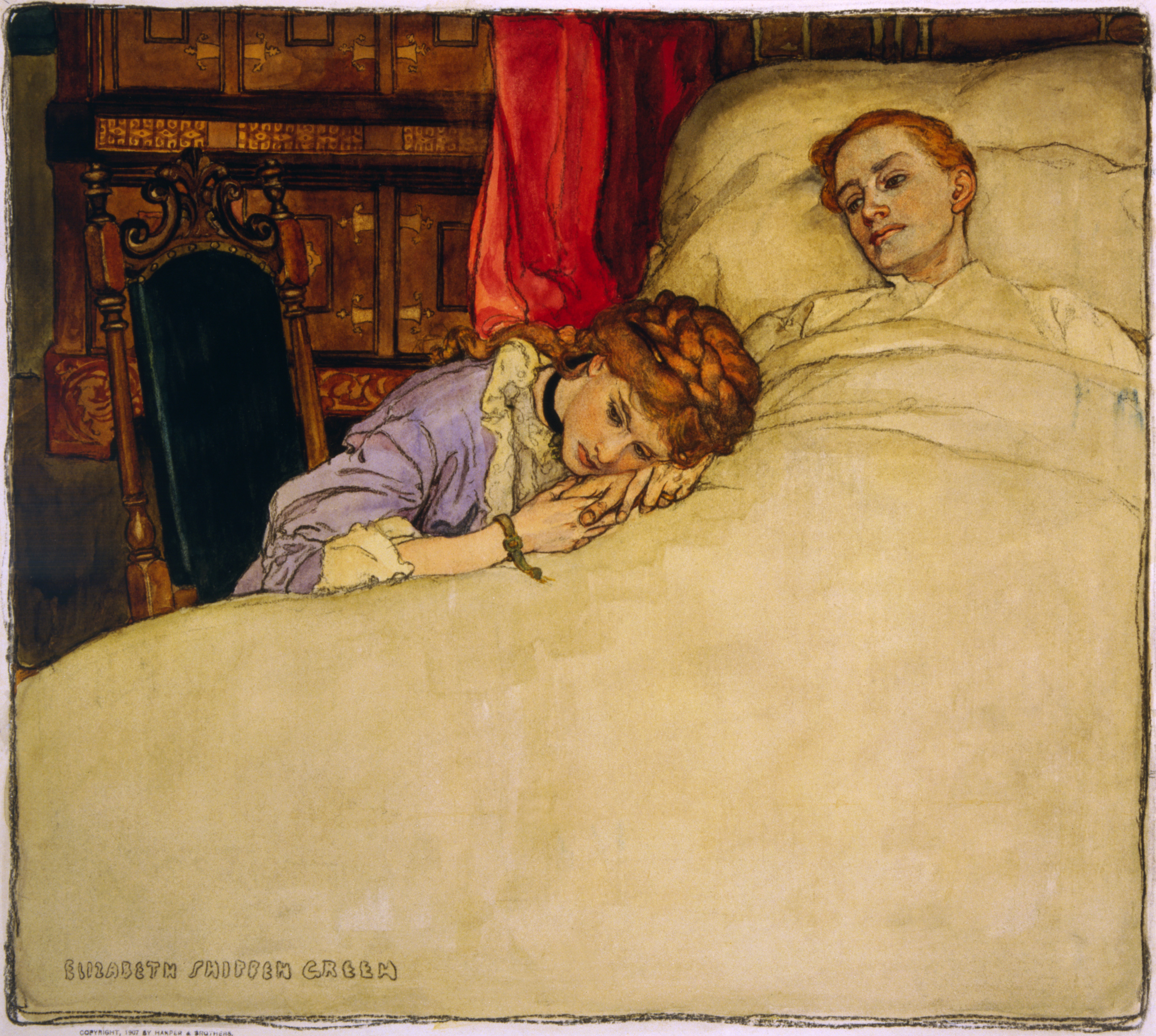
„He knew that he was not dreaming.“ Illustration zu „The Love Match“ von Justus Miles Forman. In: Harper’s magazine, August 1907.